# Parafilaria bovicola
Parafilaria bovicola är en rundmaskart. Parafilaria bovicola ingår i släktet Parafilaria, och familjen Filariidae. Arten har global utbredning, men återfinns särskilt i Afrika, Asien och delar av Europa, däribland Ryssland, Skandinavien och Medelhavsområdet. Masken sprids med flugor av släktet Musca, i Sverige inte minst med höstfluga (Musca autumnalis).